# Miro Petek
Miro Petek, slovenski novinar, politik, * 6. marec 1959, Črna na Koroškem, Slovenija.

## Življenjepis
Miro Petek, vodja službe za stike z javnostjo pri Slovenski demokratski stranki, je leta 1984 na takratni Fakulteti za sociologijo, politologijo in novinarstvo diplomiral iz novinarstva na temo Primerjalni vidiki podružbljanja tiska. Že v študentskih letih je pisal za več slovenskih medijev, po diplomi pa se je zaposlil pri mariborskem dnevniku Večer, kjer je pisal o nepravilnostih tranzicije in lastninjenja na Koroškem. Leta 2000 je prejel nagrado Društva novinarjev Slovenije za izstopajoče novinarsko delo, naslednje leto pa sta mu Nova Revija in Društvo slovenskih pisateljev podelila še Jurčičevo nagrado. 28. februarja 2001 je bil pred domačo hišo v Mežici tarča brutalnega napada, v katerem je javnost videla poskus napada na svobodo tiska in neodvisnost novinarjev, in ki še danes ni dočakal sodnega epiloga. Po tem napadu se je podal v politiko. Na parlamentarnih volitvah 2004 je bil na listi Slovenske demokratske stranke izvoljen v Državni zbor Republike Slovenije, februarja 2005 pa je bil na nadomestnih volitvah (za mesto pokojnega svetnika Franca Klavža) izvoljen še v mežiški občinski svet.
Petek je v tretji vladi Janeza Janše za krajši čas (od 14. do 20. marca 2020) vodil Urad Vlade Republike Slovenije za komuniciranje. Za tem so ga prestavili na Ministrstvo za kulturo, kjer je delal že tudi v predhodnih vladah istega premiera.  Ukvarja se z mediji.

## Napad na Mira Petka
Ko se je Miro Petek 28. februarja 2001 vračal domov, sta ga pred domačo hišo v Mežici brutalno napadla dva storilca in mu do neprepoznavnosti izmaličila obraz. V slovenjgraški bolnišnici so mu sicer uspeli rešiti življenje, policija pa je slabo zavarovala kraj dogodka in dopustila, da je cestno podjetje splužilo sneg s sledovi storilcev.
Kljub pompozni izjavi generalnega direktorja policije Marka Pogorevca, da »storilcem že dihajo za ovratnik«, se preiskava ni in ni premaknila z mrtve točke, po letu in pol je primer od slovenjgraškega prevzelo mariborsko tožilstvo pod vodstvom Elizabete Györkös, ki je napad prekvalificiralo v poskus umora, septembra 2003 pa so bili aretirani prvi osumljenci in 12. maja 2004 se je v Murski Soboti pričelo sojenje Andreju Štrucu, Dragu Hojniku, Nevenu Koludroviču, Stanislavu Vogrincu in Branku Pucu. Sojenje se je 29. avgusta 2005 končalo z oprostilnimi sodbami za vse, naročniki napada pa do sedaj sploh še niso bili ovadeni.
Že leta 2001 je bila ustanovljena parlamentarna komisija pod vodstvom Mirka Zamernika, ki je preiskovala ozadje napada. 
S primerom je bila seznanjena tudi Mednarodna zveza novinarjev (IFJ), ki je 14. junija 2002 podala poročilo, ki ugotavlja, da »je svoboda tiska na Koroškem in v ostalem delu Slovenije, ironično gledano, v rokah policije«.